# ICloud

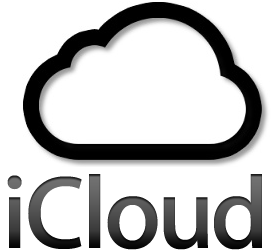
Logo iCloud

iCloud – zestaw usług online oraz oprogramowania przedsiębiorstwa Apple zaprezentowany na WWDC 6 czerwca 2011 roku, zastępujący wcześniejsze MobileMe.
iCloud dostarcza i synchronizuje usługi sieciowe dla telefonu iPhone, tabletu iPad, odtwarzacza iPod touch oraz dla komputerów Windows i Mac. Można go obsługiwać poprzez dwa interfejsy: przeglądarkowy oraz oprogramowanie zainstalowane na komputerze.

## Funkcje dla telefonu iPhone, tabletu iPad i odtwarzacza iPod touch
iPhone, iPad oraz iPod touch (z oprogramowaniem iOS w wersji co najmniej 5.0) mają wbudowany dostęp do usługi iCloud i mogą korzystać z następujących funkcji:
- Poczta – synchronizacja poczty elektronicznej w domenie @me.com i @icloud.com
- Kontakty – synchronizacja książki adresowej między urządzeniami oraz między urządzeniami a komputerem
- Kalendarze – synchronizacja kalendarza iCal bądź Microsoft Outlook
- Przypomnienia – synchronizacja listy przypomnień
- Zakładki – synchronizacja zakładek oraz listy Czytelnia pomiędzy urządzeniem a programem Safari
- Notatki – synchronizacja notatek
- Strumień zdjęć – synchronizacja zdjęć zrobionych przy użyciu telefonu, tabletu, odtwarzacza bądź aparatu cyfrowego i ich import
- Dokumenty i dane – synchronizacja dokumentów oraz danych aplikacji między urządzeniami
- Znajdź mój iPhone – dostęp do usługi Znajdź mój iPhone(inne języki)

Ponadto, gdy odtwarzacz, telefon bądź tablet podłączony jest do zasilania i sieci bezprzewodowej Wi-Fi, istnieje możliwość automatycznego wykonania kopii zapasowej zawartości urządzenia w iCloud.
Dodatkowo developerzy mogą stosować iCloud w swoich aplikacjach do synchronizacji danych pomiędzy urządzeniami (w tym z komputerami).

## Interfejs webowy
Po zalogowaniu się do usługi iCloud za pomocą identyfikatora Apple ID, użytkownik ma możliwość skorzystania z pięciu podstawowych funkcji:
- poczty elektronicznej w domenie @icloud.com
- książki adresowej
- internetowego kalendarza synchronizowanego z programem iCal oraz Microsoft Outlook
- usługi „Znajdź mój iPhone”
- dostępu do dokumentów pakietu iWork